# 国道333号
国道333号（こくどう333ごう）は、北海道旭川市から北見市に至る一般国道である。旭川市の起点から上川郡上川町までは国道39号と、そこから紋別市方面への分岐までは国道273号と重複する。

## 概要
北海道中央部に位置する道北の中心地である旭川市の4条通・昭和通の交差点を起点に、東へ北見山地の北見峠を経て北見盆地へと抜け、北見市の国道39号に至る一般国道の路線である。起点側のルートは、国道39号と国道273号との重複区間となることから、上川郡上川町字上越から東が単独区間（実延長区間）となる。主な通過地は、旭川市、上川郡当麻町、同郡愛別町、同郡上川町字日東・上越、北見峠、紋別郡遠軽町白滝・丸瀬布・豊里・生田原水穂、常呂郡佐呂間町、北見市仁頃町・端野町である。北海道の国道愛称名による道路名は、北見峠を境に西側の上川町内が「上越（かみこし）国道」、東側の遠軽町から北見市までの間が「遠軽国道」の名が付けられている。交通難所となる北見峠には、国道450号旭川紋別自動車道（上越白滝道路）が並行して、峠をトンネルで抜けており、冬季通行を可能としている。このルートは、旭川 - 遠軽間がJR北海道石北本線とほぼ並行しており、明治時代にはじめて開削された中央道路（別名：囚人道路）のルートを踏襲する。本路線の南側で並行する一般国道で、石北峠を越えてゆく国道39号の迂回路としての役割も果たしている。

### 路線データ
一般国道の路線を指定する政令に基づく起終点および重要な経過地は次のとおり。
- 起点：旭川市（4条通8丁目1703番5、国道12号・国道39号交点）
- 終点：北海道常呂郡端野町[注釈 2]（北見市端野町二区534番9、国道39号交点）
- 重要な経過地：北海道上川郡愛別町、同郡上川町、同道紋別郡白滝村[注釈 3]、同郡遠軽町、同郡生田原町[注釈 3]、北見市（仁頃町）
- 総延長 : 169.9 km（重用延長を含む。）[3][注釈 4]
- 重用延長 : 67.0 km[3][注釈 4]
- 未供用延長 : なし[3][注釈 4]
- 実延長 : 102.9 km[3][注釈 4]
  - 現道 : 102.9 km[3][注釈 4]
  - 旧道 : なし[3][注釈 4]
  - 新道 : なし[3][注釈 4]
- 指定区間：全線[4]

### 道路管理者
国道39号、国道273号との重複区間は省略
北海道開発局
- 旭川開発建設部
  - 旭川道路事務所（第2維持課） : 上川町上越 - 上川町・遠軽町界
- 網走開発建設部
  - 遠軽道路事務所 : 上川町・遠軽町界 - 遠軽町・佐呂間町界
  - 北見道路事務所 : 遠軽町・佐呂間町界 - 北見市端野町二区（終点）

## 歴史
現行の道路法（昭和27年法律第180号）に基づく一般国道の路線として、1974年（昭和49年）11月12日政令第364号の公布によって第3次追加指定され、翌1975年（昭和50年）4月1日施行によって国道になった路線である。上川郡上川町上越 - 紋別郡遠軽町豊里は道道334号遠軽上川線の一部から、紋別郡遠軽町生田原水穂 - 北見市仁頃町は道道725号北見生田原線の一部から、北見市仁頃町 - 北見市端野町二区は道道618号仁頃端野線から昇格した。
現在の国道333号の道筋のルーツは、明治期の北海道開拓時代に開削された中央道路である。中央道路は、ロシアの南下政策に対抗すべく、軍事拠点である旭川から北見を経て、オホーツク海に面する網走までをつないだ国防のために建設された道路で、囚徒らの使役によって開削された。1889年（明治22年）に約160 kmにわたる中央道路の仮道が、わずか60日で作られたという記録もある。1891年（明治24年）春に本格的な工事が行われ、同年12月に北見峠を越える中央道路が開通している。囚人たちへの強制労働は過酷を極め、逃亡者には刑罰も行われたことから200名以上の犠牲者を出し、その遺体は道端に埋められていったことから、北見市の国道333号の道路沿線には鎖塚とよばれる囚人たちの墓標跡が残存している。中央道路開通後は、道の険しさから利用する者が少なく、次第に灌木が生い茂るほど荒廃していった。（詳細は、「囚人道路」を参照）
この道筋が初めて国道に指定されたのは1952年（昭和27年）のことで、当時は「一級国道39号」であったが、北見峠は改良もままならない状態であったといわれている。のちに、北見峠の南に位置する石北峠に道路が開通すると、国道39号は石北峠経由のルートに付け替えられて、かつて中央道路だった旧道は移管されて道道に降格となる。この道路が再び国道に再昇格となったのが1975年（昭和50年）のことで、「一般国道333号」に指定されて国による道路整備が再開された。
国道333号に指定された当初は、北見峠、旭峠、ルクシ峠、端野峠の四つの峠を越えていた。北見峠を除く三つの峠は道路改良によってトンネルが開通し、北見峠も一般国道の自動車専用道路で国道450号指定の旭川紋別自動車道（上越白滝道路）のトンネル開通によって、国道333号に平行した道路が通年通行を可能にした。佐呂間 - 北見間の端野峠越えの旧道は、1993年（平成5年）8月にトンネルが開通するまでダート区間が残されていた。

### 年表
- 1975年（昭和50年）4月1日 - 一般国道333号（旭川市 - 北海道常呂郡端野町（現・北見市））として指定。

## 路線状況

### 別名
- 上越国道
- 遠軽国道

### バイパス
- 遠軽北見道路
  - 生田原道路
  - 旭峠道路
- 佐呂間防災
- 北陽防災[9]

### 重複区間
- 国道39号（旭川市4条通8丁目・4条通7丁目、4条通8丁目（起点） - 上川郡上川町日東・上川町日東交差点）
- 国道273号（上川郡上川町日東・上川町日東交差点 - 上川郡上川町上越）
- 国道242号（紋別郡遠軽町豊里 - 紋別郡遠軽町生田原水穂）

### 道路施設

#### トンネル

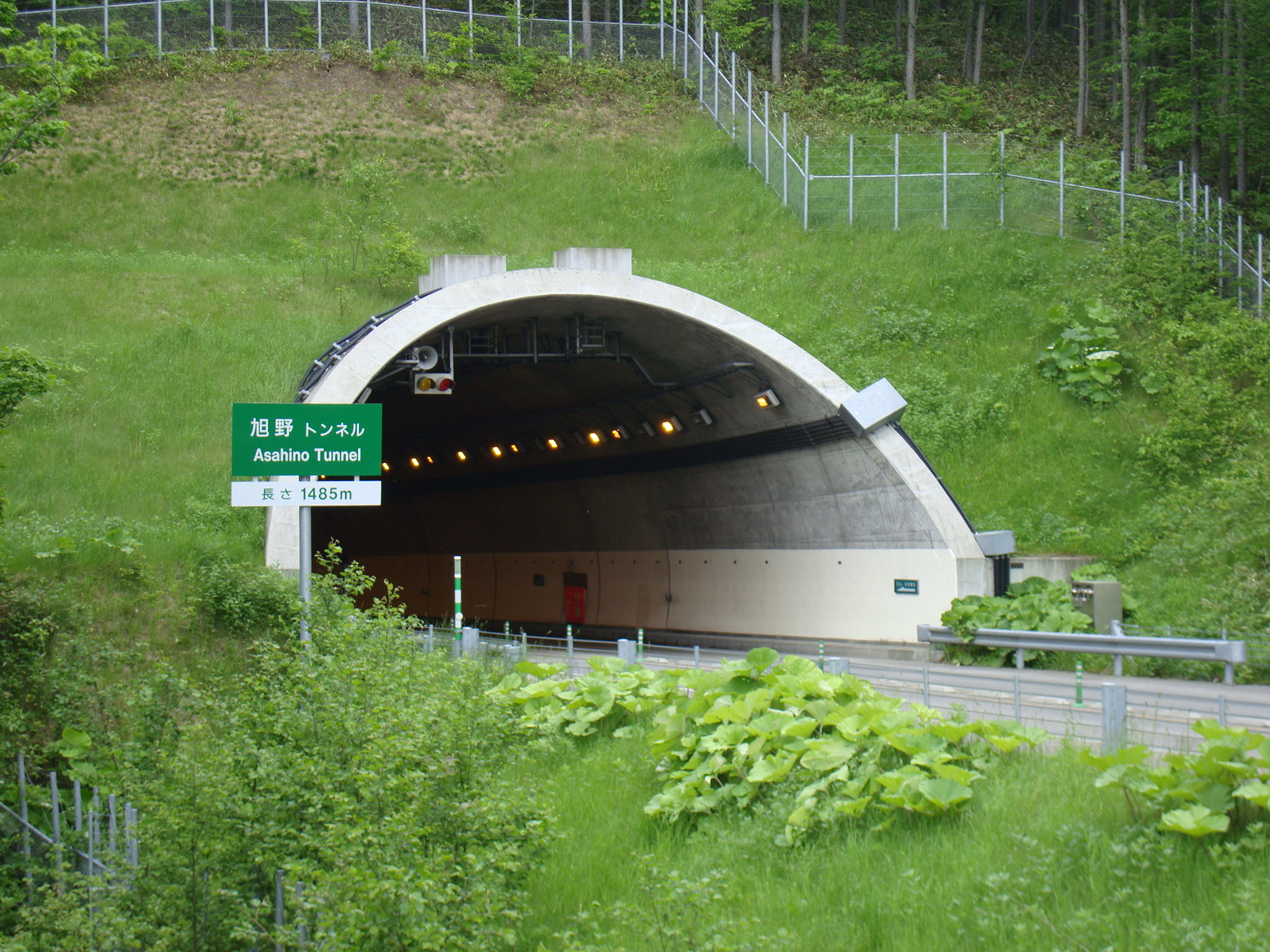
旭野トンネル 遠軽町側

- 馬止（うまどめ）トンネル
- 旭野トンネル

旭トンネルが旭峠の稜線直下をわずかに短絡するものであったのに対して、旭野トンネル（旭峠道路）は急勾配と急カーブの登降坂を解消し、旭トンネル経由路は旧道化。
- 新佐呂間トンネル

佐呂間トンネルがルクシ峠を経由するものであったのに対して、峠そのものを短絡するものとして、岩盤崩落災害防止工事佐呂間防災により建設された。常呂郡佐呂間町字栃木と北見市北陽を連絡する。全長4,110 m（坑門工16 m含む）。工事（一般国道333号佐呂間町新佐呂間トンネル工事）は2004年12月18日から2008年3月18日までの工期で北海道開発局網走開発建設部が発注し、鹿島・地崎・宮坂特定建設工事共同企業体が受注した。工事区間総延長は6,490.5m。
しかし、2006年11月7日に発生した北海道佐呂間町竜巻災害によって工事事務所および関係職員・作業員の多くが被災し、工事は一時中断された（被災現場は工事現場から約4 km離れていたため、工事箇所そのものに被害はなかった）。同年12月8日に工事再開。2007年9月14日貫通、2009年3月14日開通。
- 仁頃（にころ）トンネル
- 端野トンネル

かつては旭トンネルや佐呂間トンネルがあったが、旧道化および廃道により当道から外れている。

#### 道の駅
- オホーツク総合振興局
  - しらたき[注釈 5]（紋別郡遠軽町）
  - まるせっぷ（紋別郡遠軽町）
  - 遠軽 森のオホーツク（紋別郡遠軽町）

### 交通量
平日24時間交通量（平成17年度道路交通センサス）
| 地点                               | 台数  |
| ---------------------------------- | ----- |
| 上川郡上川町字上越                 | 0765  |
| 紋別郡遠軽町白滝821-1（白滝）      | 1,377 |
| 紋別郡遠軽町瀬戸瀬                 | 5,314 |
| 紋別郡遠軽町生田原旭野（旭野）     | 3,459 |
| 常呂郡佐呂間町ルクシ峠（ルクシ峠） | 5,335 |

## 地理

### 通過する自治体
- 北海道
  - 上川総合振興局
    - 旭川市 - 上川郡当麻町 - 上川郡愛別町 - 上川郡上川町

  - オホーツク総合振興局
    - 紋別郡遠軽町 - 常呂郡佐呂間町 - 北見市

### 交差する道路
上川総合振興局
旭川市
- 国道12号 : 4条通8丁目（4条通7丁目・4条通8丁目、起点）

（国道39号、国道273号との重複区間は省略）
上川郡上川町
- 国道273号 : 字上越    →    旭川紋別自動車道浮島IC

オホーツク総合振興局
紋別郡遠軽町
- 遠軽町道奥白滝インター線 : 奥白滝    →    旭川紋別自動車道奥白滝IC
- 北海道道558号白滝原野白滝停車場線 : 白滝
- 旭川紋別自動車道白滝IC : 白滝
- 北海道道1163号丸瀬布インター線 : 丸瀬布南丸    →    旭川紋別自動車道丸瀬布IC
- 北海道道1070号上武利丸瀬布線 : 丸瀬布東町
- 北海道道305号紋別丸瀬布線 : 丸瀬布金山
- 北海道道493号奥瀬戸瀬瀬戸瀬停車場線 : 瀬戸瀬西町
- 北海道道493号奥瀬戸瀬瀬戸瀬停車場線 : 瀬戸瀬東町   →   旭川紋別自動車道遠軽瀬戸瀬IC
- 北海道道711号社名淵瀬戸瀬停車場線 : 瀬戸瀬東町
- 国道242号 : 豊里   →    旭川紋別自動車道遠軽IC
- 国道242号 : 生田原水穂
- 北海道道1032号遠軽安国線 : 生田原安国

常呂郡佐呂間町
- 北海道道103号留辺蘂浜佐呂間線 : 栄
- 北海道道103号留辺蘂浜佐呂間線、北海道道685号計呂地若佐線 : 若佐

北見市
- 北海道道7号北見常呂線 : 仁頃町
- 国道39号 : 端野町二区（終点）

### 峠
- 上川総合振興局
  - 北見峠（上川郡上川町 - オホーツク総合振興局紋別郡遠軽町）

（石狩国から）北見国へ通じる峠とのことで地名の由来がある。1891年（明治24年）中央道路囚人使役によって開削され、集治監では多くの犠牲者を出した。1974年（昭和49年）に慰霊碑が建立されている。
現在は、バイパスとして旭川紋別自動車道（国道450号、北大雪トンネル）が開通している。
- オホーツク総合振興局
  - 旭峠（紋別郡遠軽町 - 常呂郡佐呂間町）

旭峠道路開通により国道から外れ旧道化。
  - ルクシ峠（常呂郡佐呂間町 - 北見市）

新佐呂間トンネルの開通により佐呂間町側の一部を残し廃道。
  - 端野峠（北見市）

端野トンネルの開通により「端野町（現：北見市）メモリアルロード」として旧道化。